# Химена Галарса
Химена Галарса Лора (род. 14 января 1972, Камири) — боливийская журналистка. Её программа смогла раскрыть мошенничество на президентских и всеобщих выборах 2019 года. В марте 2020 года госсекретарь США выбрал её получательницей Международной женской премии за отвагу.

## Биография
Галарса родилась в Камири в 1972 году. Выпустившись в 1989 году, она намеревалась сделать карьеру инженера-геолога.
Галарса занялась журналистикой и работала в Red UNO и Cadena A. На некоторое время оставляла радиовещание, а затем вернулась в 2014 году на TVU в телепрограмме «Jaque Mate» («Шах и мат»). В рамках этой программы было раскрыто мошенничество на президентских выборах в октябре 2019 года.
К ноябрю Боливия оказалась в политическом кризисе, президент был вынужден уйти в отставку и принять изгнание в Мексику. Жанин Аньес заняла пост исполняющей обязанности президента.

## Актёрская деятельность
Галарса появилась в роли учёного в боливийском научно-фантастическом фильме «Озёрный треугольник». Премьера фильма состоялась в 1999 году.